# Johann Kaiser (Politiker, 1882)
Johann Kaiser (* 26. November 1882 in Tradigist; † 17. Dezember 1962) war ein österreichischer Politiker (CSP) und Gebirgsbauer. Kaiser war von 1928 bis 1934 Abgeordneter zum Landtag von Niederösterreich.

## Leben
Kaiser besuchte nach der Volksschule landwirtschaftliche Kurse und war als landwirtschaftlicher Arbeiter tätig. Er stieg zum Wirtschaftsführer auf und war zuletzt als Gebirgsbauer in Warth tätig. Ab 1920 gehörte Kaiser dem Gemeinderat von Warth an, zwischen dem 20. September 1928 und dem 30. Oktober 1934 vertrat er die Christlichsoziale Partei im Niederösterreichischen Landtag. Kaiser übernahm während des Austrofaschismus zwischen 1934 und 1938 das Amt des Bürgermeisters von Warth und hatte dieses Amt erneut zwischen 1948 und 1950 inne. Kaiser war Kammerrat und hatte verschiedene Funktionen in landwirtschaftlichen Genossenschaften inne. Zudem war er als Bezirksbauernkammerobmann aktiv. 

## Privates
Kaiser war mit Maria König verheiratet und der Stiefvater von Franz König. König beschrieb die Beziehung zu seinem Stiefvater als schwierig, da der Stiefvater seinen wissbegierigen Stiefsohn nicht verstehen konnte.